# Kathleen Duey
Œuvres principales
- Série Le Prix de la magie

Kathleen Duey, née Kathleen Elaine Peery le 8 novembre 1950 à Sayre en Oklahoma et morte le 26 juin 2020 à Fallbrook en Californie, est une auteure américaine de romans pour la jeunesse.

## Biographie
Kathleen Duey vit en Californie du Sud. 
Les nouvelles technologies la fascinent autant que l'exploration de styles différents de littérature. Ses recherches, dédicaces et allocutions lui créent des occasions de voyager à travers les États-Unis et de par le monde. 
Kathleen aime découvrir de nouveaux endroits, parler avec ses lecteurs, prendre la parole lors de réunions avec d'autres écrivains et son public. Elle est très heureuse de pouvoir réaliser ce qu'elle a toujours voulu faire. Kathleen tente d'écrire des livres qui comptent.

## Œuvres

### SérieLe Prix de la magie
1. L'Épreuve, Castelmore, 2010 ((en) Skin Hunger, 2007)Finaliste du National Book Award
2. Le Choix, Castelmore, 2011 ((en) Sacred Scars, 2009)

### SérieAmerican Diaries
1. (en) Sarah Anne Hartford - Massachusetts, 1651, 1996
2. (en) Emma Eileen Grove - Mississippi, 1865, 1996
3. (en) Anisett Lundberg - California, 1851, 1996
4. (en) Mary Alice Peale - Philadelphia, 1777, 1996
5. (en) Willow Chase - Kansas Territory, 1847, 1997
6. (en) Ellen Elizabeth Hawkins - Mobeetie Texas, 1886, 1997
7. (en) Alexia Ellery Finsdale - San Francisco, 1905, 1997
8. (en) Evie Peach - St. Louis, 1857, 1997
9. (en) Celou Sudden Shout - Idaho, 1826, 1998
10. (en) Summer MacCleary - Virginia, 1749, 1998
11. (en) Agnes May Gleason - Walsenburg, Colorado, 1932, 1998
12. (en) Amelina Carrett - Bayou Grand Cœur, Louisiana, 1863, 1999
13. (en) Josie Poe - Palouse, Washington, 1943, 1999
14. (en) Rosa Moreno - Hollywood, California, 1928, 1999
15. (en) Maddie Retta Lauren - Georgia, 1864, 2000
16. (en) Nell Dunne - New York City, 1899, 2000
17. (en) Francesca Vigilucci - Washington, D.C., 1913, 2000
18. (en) Janey G. Blue - Pearl Harbor, 1941, 2001
19. (en) Zellie Blake - Lowell, Massachusetts, 1834, 2002

### SérieAlone in the Dark
1. (en) Beware the Alien Invasion!, 1997
2. (en) Boogeyman in the Basement!, 1997
3. (en) Nowhere to Run, Nowhere to Hide!, 1997
4. (en) Stay Out of the Graveyard!, 1997

### SérieSurvival
Romans rédigés en collaboration avec Karen A. Bale.
1. (en) Titanic - 14 avril 1912, 1998réédité sous le titre Shipwreck - The Titanic, 1912 en 1999
2. (en) Earthquake - San Francisco 1906, 1998
3. (en) Blizzard - Colorado 1886, 1998
4. (en) Fire - Chicago 1871, 1998
5. (en) Flood - Mississippi 1927, 1998
6. (en) Death Valley - circa 1850, 1998
7. (en) Cave-In - St. Claire, Pennsylvania, 1859, 1998
8. (en) Forest Fire - Hinckley, Minnesota, 1894, 1999
9. (en) Train Wreck, Kansas, 1892, 1999
10. (en) Hurricane - Open Seas, 1844, 1999
11. (en) Swamp - Bayou Teche, Louisiana, 1851, 1999
12. (en) Hurricane - New Bedford, Massachusetts, 1784, 1999
13. (en) Louisiana Hurricane, 1860, 2000

### SérieUnicorn's Secret
1. (en) Moonsilver, 2001
2. (en) The Silver Thread, 2001
3. (en) The Silver Bracelet, 2002
4. (en) The Mountain's of the Moon, 2002
5. (en) The Sunset Gates, 2002
6. (en) True Heart, 2003
7. (en) Castle Avamir, 2003
8. (en) The Journey Home, 2003
9. (en) Beyond the Sunset, 2003

### SérieTime Soldiers
1. (en) Rex, 2002
2. (en) Rex 2, 2000
3. (en) Patch, 2002
4. (en) Arthur, 2005
5. (en) Mummy, 2005
6. (en) Samurai, 2006
7. (en) Pony Express, 2007
8. (en) Leonardo, 2008

### SérieSpirit of the Cimarron
1. (en) Bonita, 2002
2. (en) Esperanza, 2002
3. (en) Sierra, 2002
4. (en) Spirit : Stallion of the Cimarron, 2002

### SérieHoofbeats
1. (en) Silence and Lily - 1773, 2007
2. (en) Margret and Flynn - 1875, 2008

#### Sous-sérieKatie et le Cheval sauvage
1. Une rencontre inespérée, Flammarion-Père Castor, collection Castor Poche Cheval, 2005 ((en) Katie and the Mustang 1, 2004)Réédition française en mai 2010
2. Un voyage mouvementé, Flammarion-Père Castor, collection Castor Poche Cheval, 2005 ((en) Katie and the Mustang 2, 2004)Réédition française en mai 2010
3. Un défi gagné, Flammarion-Père Castor, collection Castor Poche Cheval, 2005 ((en) Katie and the Mustang 3, 2004)
4. Une nouvelle vie, Flammarion-Père Castor, collection Castor Poche Cheval, 2005 ((en) Katie and the Mustang 4, 2004)

#### Sous-sérieLara
1. (en) Lara and the Gray Mare, 2005
2. (en) Lara and the Moon-Colored Filly, 2005
3. (en) Lara At Athenry Castle, 2005
4. (en) Lara and the Silent Place, 2005

### SérieMy Animal Family
1. (en) Leo, 2008
2. (en) Nanug, 2008
3. (en) Tahi, 2009

### SérieFaeries' Promise
1. (en) Silence and Stone, 2010
2. (en) Following Magic, 2010
3. (en) Wishes and Wings, 2011
4. (en) The Full Moon, 2011